# Templo Otani
El Templo Otani, se encuentra ubicado en Ximen, zona comercial muy reconocida de Taiwán.Taipéi, en Taiwán.

## Historia
Fue construido en el período del reglamento japonés en Taiwán. En el año 1897, en plena Era Meiji de ocupación japonesa de Taiwán, fue renombrado "Shingon Otani Taipei Beth House". Después de la guerra fue demolido. En la actualidad, en el lugar se construyen unos grandes almacenes.